# Kim Yong-ha
Kim Yong-ha ((김용하?, 金容夏?); fl. XX secolo) è stato un allenatore di calcio nordcoreano.

## Caratteristiche tecniche
Come allenatore prestava particolare attenzione alla dieta degli atleti, che sottoponeva anche ad allenamenti molto duri. Considerava anche molto importante l'utilizzo di lunghi ritiri per rinsaldare lo spirito di squadra e, la disciplina tattica, portando ogni calciatore a giocare al meglio delle proprie possibilità.
Quando fu alla guida di Cuba cercò di sfruttare le naturali doti atletiche e fisiche degli atleti isolani. Nell'isola caraibica è inoltre ricordato per il grande contributo dato per la crescita tecnico-tattica degli allenatori locali.

## Carriera
Nel 1966 fa parte dello staff tecnico della nazionale nordcoreana che partecipò al campionato mondiale disputatosi in Inghilterra.
Nel maggio 1968 viene chiamato ala guida della nazionale di calcio cubana, coadiuvato dall'allenatore in seconda dalla gloria locale Sergio Padrón, che ebbe poi a definirlo come "il più grande tra i tecnici stranieri sulla panchina della squadra nazionale [Cuba]". Appena ingaggiato portò la nazionale cubana in una lunga tournée in Corea del Nord, ove nonostante tre defezioni per causa eterogenee (Argüelles per una malattia, Massó per un intervento al piede e Dalmau per dei problemi psicologici), riuscì a creare un gruppo unito anche dal punto di vista tattico.
Kim portò nel 1970 alla vittoria del torneo calcistico dei XI Giochi centramericani e caraibici tenutisi a Panama, secondo successo dei caraibici nel torneo.
Dopo il successo, Kim guidò i caraibici dal settembre dello stesso anno sino all'estate seguente in una tournée mondiale, toccando alcuni paesi del blocco orientale come Etiopia e Angola in Africa, Cina e Vietnam del Nord in Asia, Unione Sovietica, Bulgaria e Cecoslovacchia in Europa.
Nel 1971 guida i cubani al torneo calcistico dei VI Giochi panamericani, svoltisi in Colombia, chiusi con un prestigioso terzo posto finale.
Ulteriore risultato di prestigio fu la qualificazione al Campionato CONCACAF 1971, lasciando però la guida della nazionale caraibica prima dell'inizio del torneo ai suoi collaboratori Padrón e Nicolás Martínez.
Nel 1972 fa parte dello staff tecnico della Nazionale dell'Unione Sovietica.

## Palmarès

### Allenatore
- Giochi centramericani e caraibici: 1

Cuba: Panama 1970